# Hyazinth Ottmar Vey
Hyazinth Ottmar Vey FMM (* 5. November 1877 in Poppenhausen; † 15. September 1937 in Brandenburg an der Havel) war ein deutscher römisch-katholischer Ordensbruder und Märtyrer.

## Leben
Ottmar Vey wuchs als elftes Kind eines Maurers in der Rhön auf. Den Berufswunsch Kaufmann gab er im Alter von 20 Jahren auf, nachdem er im Herz-Jesu-Heim in Fulda die Kongregation der Barmherzigen Brüder von Montabaur kennengelernt hatte. Am 23. März 1898 trat er in diese 1858 gegründete Kongregation ein. Er erhielt den Ordensnamen Hyazinth (nach Hyazinth von Polen) und legte am 7. Oktober 1906 die Ewige Profess ab. Schon in jungen Jahren wurden ihm Leitungsaufgaben übertragen. Er wurde Klostervorsteher in Maria Lindenhof in Dorsten (1914–1919) und im St. Josephshaus in Hadamar (1919–1923). Am 12. August 1923 wurde der Generalökonom zum Generaloberen des Ordens gewählt, mit Sitz in Montabaur und 1929 wiedergewählt.
Am 28. März 1935 wurde Hyazinth Ottmar Vey (zusammen mit Wunibald Brümmer) verhaftet und am 14. August in einem Schauprozess von einem Sondergericht in Berlin wegen „Verrats der deutschen Volksgemeinschaft und Devisenvergehens“ zu vier Jahren Zuchthaus und 50.000 Reichsmark Geldstrafe sowie drei Jahre Ehrverlust verurteilt. Er kam in die Justizvollzugsanstalt Brandenburg a. d. Havel. Am 16. September 1937 wurde seinen Ordensbrüdern per Telegramm mitgeteilt, dass Vey in seiner Zelle verstorben sei. Jedweilige Bemerkungen über die Todesursache fehlen in der Sterbeurkunde. Der Leichnam wurde am 17. September dem angereisten Bruder Vitus und einem Fahrer mit der Bedingung, den Sarg nicht zu öffnen, im Zuchthaus Brandenburg-Görden ausgehändigt und ins Kloster nach Montabaur gebracht, wo die Beisetzung auf dem Ordensfriedhof am 20. September erfolgte. Zuvor war jedoch kurz der Sarg geöffnet worden, wo man am Körper des Toten deutlich Spuren von Misshandlungen und Verletzungen festgestellt hat.

## Gedenken
Die deutsche Römisch-katholische Kirche hat Hyazinth Ottmar Vey als Märtyrer aus der Zeit des Nationalsozialismus in das deutsche Martyrologium des 20. Jahrhunderts aufgenommen.
Im Jahr 2012 wurde in Montabaur (Ignatius-Lötschert-Str. 2) zu seinem Gedenken vor dem Mutterhaus des Ordens, wo Vey gewohnt hatte, ein Stolperstein verlegt.